# 陈希
陈希（1953年9月16日—），福建莆田人，生于福州，中国共产党、中华人民共和国政治人物，原副国级领导人。清华大学化学与化学工程系催化动力学专业毕业，研究生学历，工学硕士学位，研究员。中共第十六、十七届中央纪委委员，第十八、十九届中央委员，第十九届中央政治局委员、中央书记处书记，曾任中共中央组织部部长。现任中共中央党校（国家行政学院）校长（院长），全国少工委名誉主任。
曾任中共中央组织部部长的陈希经常陪同中共中央总书记习近平参加各种活动，被广泛认为是习近平的大学同窗清华系和閩江新軍主要成員，被視為習的重要親信之一。陈希在2023年4月卸任中共中央组织部部长后继续担任中央党校校长。

## 生平

### 早年与高校
1970年12月参加工作。1970年至1975年，为福州大学机械厂工人。1975年，陈希由福州大学机械厂推荐，进入清华大学化工系基本有机合成专业学习，和习近平成为同学與上下鋪室友。1978年11月加入中国共产党。1979年本科毕业后，回到福州大学，在化工系任教。1979年9月，考入清华大学化学与化学工程系催化动力学专业，攻读硕士研究生。1982年毕业后留校工作。
获得工学硕士学位的陈希，在清华大学并没有从事学术研究，而是负责学生、党务工作。1982年至1984年，任清华大学校团委军体部部长、副书记。1984年至1987年，任清华大学团委书记、校党委学生工作部副部长、校党委常委。1987年至1990年，任清华大学党委常委、学生工作部部长，校团委书记。
1990年内，作为清华大学教师，在北京语言学院英语短期培训班学习。随后从1990年底到1992年初，在美国斯坦福大学当访问学者。1992年至1993年，任清华大学化工系教师、系党委副书记。1993年至2000年，任清华大学党委副书记、工会主席、体委主任。其间，1997年至1998年在中央党校一年制中青年干部培训班学习。1999年7月被评为研究员。2000年至2002年，任清华大学党委常务副书记。2002年至2008年，任清华大学党委书记（副部长级）。

### 部委与地方
2008年11月，在清华大学工作近30年的陈希首次离开学校，出任中华人民共和国教育部副部长、党组副书记。2009年1月起，不再兼任清华大学党委书记职务。2010年9月，调任中共辽宁省委副书记，成为时任辽宁省委书记王珉的副手。2011年4月，接替邓楠出任中国科学技术协会党组书记、副主席（主持常务工作）、书记处第一书记，晋升正部级。
2013年4月，不再担任中国科协党组书记、副主席、书记处第一书记职务，调任中共中央组织部接替沈跃跃出任主持常务工作的副部长（正部长级）。

### 中央政治局
2017年10月25日，64岁的陈希在中共十九届一中全会上当选中共中央政治局委员、中央书记处书记，进入党和国家领导人行列，并兼任中央组织部部长、中央党校校长。这也是1989年以来近三十年中首次由非中共中央政治局常委担任的中央党校校长。
2017年11月，任中国延安干部学院、中国浦东干部学院、中国井冈山干部学院院长。2018年2月24日，当选为第十三届全国人大代表。2018年3月，兼任国家行政学院院长。
2022年10月23日，69岁的陈希在中共二十届一中全会后卸任中共中央政治局委员和中央书记处书记。
他是第十八届、十九届中央委员，十九届中央政治局委员、中央书记处书记。第十六届、十七届中央纪委委员。

### 从中央政治局卸任后继续任职
中共二十大后卸任政治局委员的陈希仍继续担任中组部长和中央党校（国家行政学院）校长（院长）。被视为陈希接班人的中央政治局委员、中央书记处书记李干杰接管了部分党内组织工作，但直到2023年4月，李干杰才正式接任中組部部长。
在卸任中组部长后，陈希仍继续担任正部长级别的中共中央党校（国家行政学院）校长（院长），未完全退休。
2023年12月4日，中国少年先锋队全国工作委员会八届四次全会在京举行。经中共中央同意，会议通过了《关于聘请中国少年先锋队第八届全国工作委员会名誉主任的决议》，聘请陈希为第八届全国少工委名誉主任。

## 个人
陈希热爱体育运动。在清华大学读书时，他曾是校田径队员，6次参加首都高校学生田径运动会，获得男子100米、200米、400米3个项目的5次冠军、3次亚军。1981年在第20届首都高校学生田径运动会上创造男子100米高校纪录。1982年5月27日，经第16次校长工作会议通过，清华大学正式授予陈希“清华大学模范运动员”的荣誉称号。

## 言论
中共中央组织部长陈希一上任就发表文章称：培养干部，信奉三权分立、多党制的人不能要，信鬼神的人不能要。在这篇谈论培养选拔干部的文章中，陈希批评党内忽视、淡化政治的现象。他说，少数人“大搞拉帮结派、结党营私、任人唯亲、封官许愿等活动”，已经到了“肆无忌惮、胆大妄为的地步”。陈希点名周永康、薄熙来、郭伯雄、孙政才、令计划等人是“政治野心家、阴谋家”。他说，必须要“真正把党和人民需要的好干部选出来、用起来。”